# District de Satara

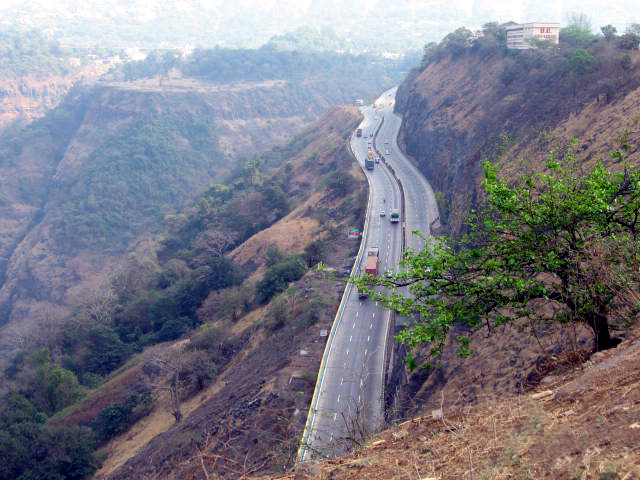
La voie express à Khandala.

Le district de Satara est un des 35 districts du Maharashtra.

## Description
Son chef-lieu est la ville de Satara. Au recensement de 2001, sa population était de 3 003 741 habitants pour une superficie de 10 480 km2.

## Liste des Tehsil
Il est divisé en onze Tehsil :
- Mahabaleshwar
- Wai
- Khandala
- Phaltan
- Man
- Khatav
- Koregaon
- Satara
- Jaoli
- Patan
- Karad